# Nikołaj Zimiatow
Nikołaj Siemionowicz Zimiatow (ros. Николай Семёнович Зимятов, ur. 28 czerwca 1955 w Rumiancewie) – rosyjski biegacz narciarski reprezentujący Związek Radziecki, pięciokrotny medalista olimpijski i wicemistrz świata.

## Kariera
Był jednym z najwybitniejszych biegaczy przełomu lat 70. i 80. Jego olimpijskim debiutem były igrzyska w Lake Placid w 1980 r. Wywalczył tam złote medale w biegach na 30 i 50 km techniką klasyczną. Ponadto wspólnie z Wasilijem Roczewem, Jewgienijem Bielajewem i Nikołajem Bażukowem zdobył w sztafecie kolejny złoty medal. Medalu nie zdobył tylko w jednej konkurencji – w biegu na 15 km, w którym zajął 4. miejsce. Walkę o brązowy medal przegrał tam z Ove Aunlim z Norwegii. Startował także na igrzyskach olimpijskich w Sarajewie, gdzie zdobył złoty medal w biegu na 30 km techniką dowolną, a wraz z Ołeksandrem Batiukiem, Aleksandrem Zawjałowem i Władimirem Nikitinem wywalczył srebrny medal w sztafecie. Na kolejnych igrzyskach już nie startował.
W 1978 r. zadebiutował na mistrzostwach świata biorąc udział w mistrzostwach w Lahti. Zdobył tam swój pierwszy w karierze medal zajmując drugie miejsce w biegu na 30 km techniką klasyczną. Lepszy od niego okazał się jedynie jego rodak Siergiej Sawieljew. Na tych samych mistrzostwach zajął także 5. miejsce w biegu na 15 km. Nie startował na mistrzostwach świata w Oslo. Wziął za to udział w mistrzostwach świata w Seefeld in Tirol w 1985 r. Nie zdobył tam medalu, w swoim najlepszym starcie indywidualnym, w biegu na 15 km techniką klasyczną zajął 8. miejsce. Mistrzostwa w Seefeld in Tirol były ostatnią dużą imprezą w karierze Zimiatowa.
Najlepsze wyniki w Pucharze Świata osiągnął w sezonie 1983/1984, kiedy to zajął 6. miejsce w klasyfikacji generalnej. W 1988 r. zakończył karierę. Zimiatow był także mistrzem Związku Radzieckiego w biegu na 30 km i w sztafecie z 1978 r. oraz w biegach na 15 i 30 km z 1979 r. Po zakończeniu kariery sportowej Zimiatow rozpoczął pracę jako trener. Był trenerem reprezentacji Rosji startującej na igrzyskach olimpijskich w Salt Lake City. W 1980 r. jego żoną została Lubow Sykowa, która także reprezentowała ZSRR w biegach narciarskich.

## Osiągnięcia

### Igrzyska olimpijskie
| Miejsce | Dzień     | Rok  | Miejscowość | Konkurencja             | Czas biegu | Strata  | Zwycięzca       |
| ------- | --------- | ---- | ----------- | ----------------------- | ---------- | ------- | --------------- |
| 1.      | 14 lutego | 1980 | Lake Placid | 30 km stylem klasycznym | 1:27:02,8  | -       | -               |
| 4.      | 17 lutego | 1980 | Lake Placid | 15 km stylem klasycznym | 41:57,63   | +36,33  | Thomas Wassberg |
| 1.      | 20 lutego | 1980 | Lake Placid | Sztafeta 4 × 10 km      | 1:57:03,46 | -       | -               |
| 1.      | 23 lutego | 1980 | Lake Placid | 50 km stylem klasycznym | 2:27:24,60 | -       | -               |
| 1.      | 10 lutego | 1984 | Sarajewo    | 30 km stylem dowolnym   | 1:28:56,3  | -       | -               |
| 6.      | 13 lutego | 1984 | Sarajewo    | 15 km stylem klasycznym | 41:25,6    | +1:08,9 | Gunde Svan      |
| 2.      | 16 lutego | 1984 | Sarajewo    | Sztafeta 4 × 10 km      | 1:55:06,3  | +10,2   | Szwecja         |
| 13.     | 19 lutego | 1984 | Sarajewo    | 50 km stylem klasycznym | 2:15:55,8  | +6:19,2 | Thomas Wassberg |

### Mistrzostwa świata
| Miejsce | Dzień       | Rok  | Miejscowość      | Konkurencja             | Czas biegu | Strata   | Zwycięzca          |
| ------- | ----------- | ---- | ---------------- | ----------------------- | ---------- | -------- | ------------------ |
| 2.      | 19 lutego   | 1978 | Lahti            | 30 km stylem klasycznym | 1:32:56,00 | +52,23   | Siergiej Sawieljew |
| 5.      | 22 lutego   | 1978 | Lahti            | 15 km stylem klasycznym | 49:09,37   | +23,94   | Józef Łuszczek     |
| 4.      | 23 lutego   | 1978 | Lahti            | Sztafeta 4 × 10 km      | 2:05:17,63 | +2:38,91 | Szwecja            |
| 17.     | 18 stycznia | 1985 | Seefeld in Tirol | 30 km stylem klasycznym | 1:18:24,1  | -        | Gunde Svan         |
| 8.      | 22 stycznia | 1985 | Seefeld in Tirol | 15 km stylem klasycznym | 40:42,7    | +1:30,1  | Kari Härkönen      |
| 6.      | 24 stycznia | 1985 | Seefeld in Tirol | Sztafeta 4 × 10 km      | 1:52:21,0  | +2:08,7  | Norwegia           |

### Puchar Świata
W sezonach 1973/1974 - 1980/1981 Puchar Świata rozgrywany był nieoficjalnie.

#### Miejsca w klasyfikacji generalnej
- sezon 1977/1978: ?
- sezon 1978/1979: 16.
- sezon 1979/1980: 10.
- sezon 1980/1981: 24.
- sezon 1981/1982: -
- sezon 1982/1983: 9.
- sezon 1983/1984: 6.
- sezon 1984/1985: 19.
- sezon 1987/1988: 41.

#### Miejsca na podium
| Nr | Dzień      | Rok  | Miejscowość   | Konkurencja             | Czas biegu | Pozycja | Strata | Zwycięzca          |
| -- | ---------- | ---- | ------------- | ----------------------- | ---------- | ------- | ------ | ------------------ |
| 1. | 20 lutego  | 1978 | Lahti         | 30 km                   | ?          | 2.      | ?      | Siergiej Sawieljew |
| 2. | 24 lutego  | 1979 | Falun         | 30 km                   | ?          | 2.      | ?      | Sven-Åke Lundbäck  |
| 3. | 14 lutego  | 1980 | Lake Placid   | 30 km                   | ?          | 1.      | -      | -                  |
| 4. | 23 lutego  | 1980 | Lake Placid   | 50 km                   | ?          | 1.      | -      | -                  |
| 5. | 10 grudnia | 1983 | Reit im Winkl | 15 km stylem klasycznym | ?          | 1.      | -      | -                  |
| 6. | 10 lutego  | 1984 | Sarajewo      | 30 km stylem dowolnym   | 1:28:56,3  | 1.      | -      | -                  |